# Туше Гошев
Туше Гошев (на македонска литературна норма: Туше Гошев) е юрист и политик от Северна Македония, от партията на СДСМ.

## Биография
Роден е през 1951 година в град Струмица. Завършва Юридическия факултет на Скопския университет. Между 1992 и 1994 година е министър на правосъдието. Членува в Социалдемократическия съюз на Македония. Два пъти е избиран за депутат.